# 드레이크 (음악가)
오브리 드레이크 그레이엄(영어: Aubrey Drake Graham, 1986년 10월 24일 ~)은 드레이크(Drake)로 알려진 캐나다의 래퍼, 가수, 작곡가, 프로듀서 및 배우이다. 드레이크는 2000년대 초, 청소년 TV 시리즈 《데그라시: 더 넥스트 제너레이션》에 출연, 배우로 인정을 받았으며 2007년 하차 후, 데뷔 믹스테이프 Room for Improvement를 발매하여 래퍼로서 활동하기 시작하였다. 이어 Comeback Season과 So Far Gone을 발매 후 2009년 6월, 릴 웨인의 영 머니 엔터테인먼트와 계약했다.
2010년, 스튜디오 데뷔 음반인 Thank Me Later를 발매하였고 미국 빌보드 200에 1위로 데뷔한 데 이어 미국 음반 산업 협회 (RIAA)로부터 플래티넘을 인증받았다. 2011년 2집 Take Care와 2013년 3집 Nothing Was the Same을 발매, 미국에서 각각 쿼드러플 및 트리플 플래티넘을 기록하였고 2집은 또한 그래미상 최고의 랩 음반 부문에서 수상하였다. 이어 2015년, 두 개 믹스테이프를 공개하였는데, 트랩 음반이자 미국에서 더블 플래티넘을 기록한 If You're Reading This It's Too Late와, 퓨처와의 협업 음반인 What a Time to Be Alive를 발매하였다.
2016년, 드레이크의 4번째 음반 Views가 발매되자 여러 가지 음반 차트 기록을 깼다. 댄스홀 영향을 받은 음반은 빌보드 200 차트에 10주 간 1위에 안착하여 10년 여만에 1위를 장기간 기록한 최초의 남성 솔로 아티스트의 음반이 되었다. 싱글인 "One Dance"는 북미와 영국을 비롯하여 여러 국가의 차트에서 1위를 거뒀다. 드레이크는 8주 동안 빌보드 핫 100 및 빌보드 200 차트에서 동시에 1위를 기록하였고 이는 종전 휘트니 휴스턴의 기록에 근접한 것이었다. 곡의 성공으로 음반 발매 첫 주만에, 백만 이상의 음반 등가 단위를 기록, 미국에서 쿼트러플 플래티넘을 인증받아 힙합 역사상 성공한 음반 중 하나가 되었다. 먼저 성공을 거둔 싱글 "Hotline Bling"은 59회 그래미상에서 베스트 랩/노래 퍼포먼스 및 베스트 랩 음악 부문을 수상, 드레이크의 두, 세번째 상을 안겼다.
드레이크는 2017년, 비평가들로부터 극찬을 받은 More Life를 발매하였다. 여러 장르가 수록되어 재생목록처럼 구성된 음반은, 빌보드 200 차트에서 7번째 1위, 스트리밍 차트에서도 1위를 기록하였다.
드레이크가 또한 여러 가지 빌보드 차트 기록을 가지고 있는데, 그의 기록은 빌보드 핫 100 차트 역사 상 가장 많이 곡을 올린 솔로 아티스트 (154곡), 한 주간 핫 100 차트 내 줄세우기 기록(24) 한 주에 핫 100 차트 내 가장 많은 곡 (21회)을. 드레이크 또한 핫 랩 송차트, 알앤비/힙합 차트 등에서 가장 많이 1위 곡들을 기록했다. 그래미상 수상 외에도, 드레이크는 세 가지 주노 상에서 세 차례, BET 상에서 6차례 수상했다.
드레이크는 또한 다른 사업을 하기도 하는데, 오랫동안 협업을 같이 한 노아 "40" 셰빕과 함께 OVO 사운드를 설립하기도 했다. 또한 드레이크는 프로듀스 예명으로 샴페인 파피(영어: Champagne Papi)를 사용한다. "OVO" 이름을 사용하여 자신의 의류라인 및 비츠 원 라디오에서 프로그램을 진행 중이기도 하다. 그는 또한 NBA 프랜차이즈와 토론토 랩터스의 글로벌 홍보 대사로 활동 중이다.

## 유년 시절
오브리 드레이크 그레이엄은 1986년 10월 24일, 온타리오 주 토론토에서 태어났다. 그의 아버지인 데니스 그레이엄은 테네시주 멤피스 출신의 아프리카계 미국인이자 신실한 카톨릭 신자였다. 또한 제리 리 루이스의 세션 드러머로서 활동하기도 했다. 베이스 기타리스트인 래리 그레이엄과 작고한 작곡가 티니 호지스는 친삼촌이다. 드레이크의 어머니, 샌디 그레이엄(결혼 전 성은 셰어)은 영어 선생님 및 플로리스트에 종사하던 백인 유대계 캐나다인이었다. 때문에 드레이크는 유대계 사립 학교를 다니며 성년 의식을 받았다
드레이크의 부모님은 드레이크가 5살 일 때, 이혼하였다. 이혼 후에, 드레이크와 어머니는 토론토에 남았고, 재정적으로 어려웠던 아버지는 돈을 벌기 위해 고향인 멤피스로 떠났다. 어린 시절, 아버지를 만나기 위해 멤피스를 찾았을 때, 아버지의 체포를 목격하기도 했다. 드레이크의 아버지는 후에 캐나다 음악 그룹인 아르켈스와 협업하여 "드레이크 아빠"라는 곡을 만들기도 했는데 이혼으로 어린 드레이크를 두고 떠났기에 만든 것으로 보인다.
드레이크는 극과 극인 두 토론토 지역에 살았는데, 도시의 노동자들이 주로 사는 서부지구 내 웨스턴 로드에서 6학년 때까지 거주했다. 어린 시절, 웨스턴 레드 윙즈란 팀에서 마이너 아이스 하키 선수로 활동하기도 했다. 이후 드레이크는 2000년, 토론토에서 부유한 동네 중 하나인 포레스트 힐로 이사했다. 드레이크에게 포레스트 힐 시절에 대해 묻자, 그는 "우리는 집 절 반에만 거주할 수 밖에 없었다. 다른 사람들이 윗층 절반을, 우리는 아래층 절반에 거주했고 나는 지하실에서, 어머니는 1층에서 살았다. 큰 집도 아니였고, 호화롭지도 않았다. 그래야 감당할 수 있었다"고 말했다.
드레이크는 포레스트 힐 공립 학교에 다니며 예술에 관심을 갖게 되었는데, 활발하게 학교 생활을 하였다. 이후 오크우드-버건 지역에 있는 버건 로드 학교로 전학을 갔다. 경제적인 문제 때문에 전학하게 된 드레이크는 학교에 대해 "결코 다니기 쉬운 학교가 아니었다. [과격한 학교였다]."고 묘사했다. 드레이크는 인종 및 종교적 배경 때문에 자주 왕따를 당했는데, 바쁜 학교 생활이 자신의 싹트는 연기 경력에 해롭다고 생각한 드레이크는 학교를 중퇴했다. 이후 그는 2012년 10월에 졸업했다.

## 경력

### 2001-2005:데그라시: 더 넥스트 제너레이션
15살 때, 드레이크는 고교 동창의 아버지였던 연기 에이전트를 만나게 되어 도움을 받아 캐나다 틴 드라마였던 《데그라시: 더 넥스트 제너레이션》에 섭외되었다. 드레이크는 같은 반 친구에게 총을 맞아 장애를 겪는 농구 스타 지미 브룩스 역을 맡았다. 드레이크에게 초기 연기 경력에 대해 묻자, 그는 "어머니가 무척 아프셨다. 당시 곧 파산할 것처럼 몹시 가난했다. 돈을 벌 수 있는 방법은 오직 캐나다 TV에 출연하는 것 뿐이었다." 그는 2007년까지 계속해서 프로그램에 출연했고, 캐릭터가 졸업할 때까지 이따금씩 등장했다. 드레이크는 총 145 에피소드에 등장했다.

### 2006-2009: 초기 믹스테이프와So Far Gone

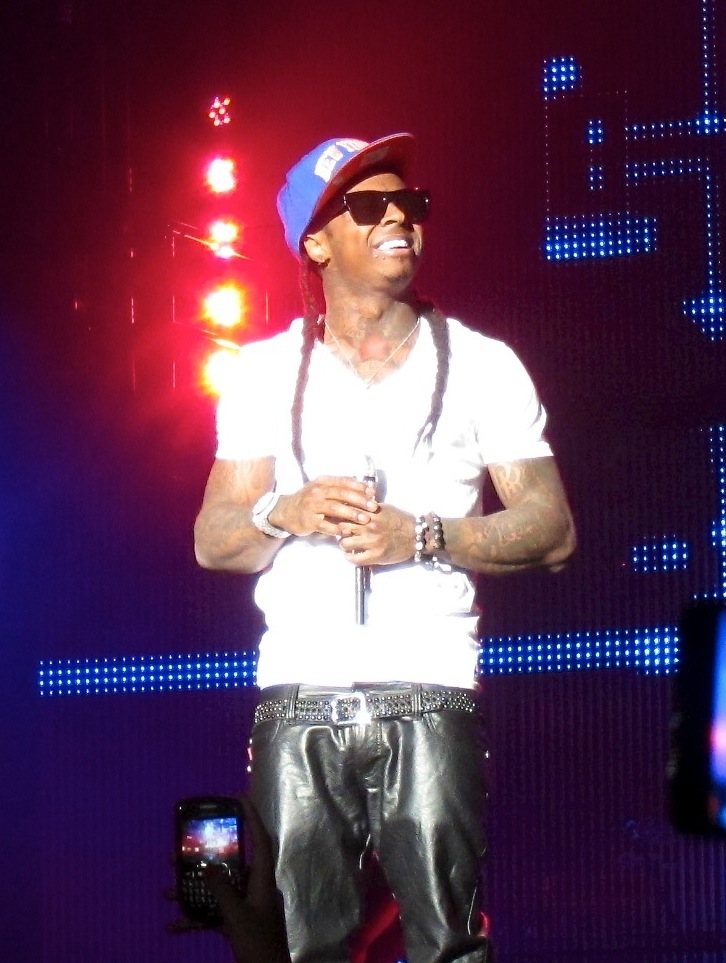
드레이크는 2009년 릴 웨인의 영 머니 엔터테인먼트와 계약을 맺었다.

제이 지와 클립스에게 음악적 영향을 받은 드레이크는 2006년, 데뷔 믹스테이프인 Room for Improvement를 자체 발표한다. 트레이 송즈와 루페 피아스코를 비롯, 캐나다 프로듀서 보이-원다와 프랭크 듀크스가 참여하였다. 작업에 관해, "매우 간단하고, 내용이 많지 않다"고 말했다. 믹스테이프는 판매용으로만 발매했으며 6천 장 이상 판매고를 기록했다. 2007년엔, 그의 두 번째 믹스테이프, Comeback Season을 발매하였다. 자신의 레이블 옥토버스 베리 온을 통해 발매하였고 트레이 송즈와 함께한 "Replacement Girl"이 수록되었다. 노래로 인하여, 드레이크는 계약하지 않은 캐나다 래퍼로선 최초로 뮤직비디오를 BET에 방영되었는데, 2007년 4월 30일 "뉴 조인트 오브 더 데이"에 방송되었다. 노또한 드레이크는 브리스코, 플로 라이다, 릴 웨인의 "Man of the Year"를 샘플링하였는데, 곡 초반에 릴 웨인의 벌스를 인용하였다. 이로 인해, 제임스 프린스가 릴 웨인에게 곡을 선물했고 릴 웨인이 드레이크를 휴스턴에 초대하게 되어 후에 《더 카터 III 투어》에 합류시켰다. 투어 기간 동안 드레이크와 릴 웨인은 "Ransom", "I Want This Forever", "Brand New" 리믹스 버전 등 여러 곡을 함께 작업했다. 듀오로서 많은 곡을 작업했음에도 불구하고 드레이크는 아직 영 머니 엔터테인먼트와 계약하지 않았다.
2009년, 드레이크의 세번째 믹스테이프 So Far Gone을 발매하였다. 자신의 OVO 블로그 웹사이트를 통해 무료 다운로드로 배포하였으며, 릴 웨인, 트레이 송즈, 오마리온, 로이드와 번 비가 피처링으로 참여하였다. 발매 2시간 만에 2천 다운로드를 넘겼으며, 싱글 "Best I Ever Had"와 "Successful"은 미국 음반 산업 협회 (RIAA)에서 골드 인증을 받는 등 메인스트림에서의 상업적인 성공을 거뒀다. 이로 인해 EP 음반으로 발매하게 되어 "I'm Goin' In", "Fear"를 포함, 기존 믹스테이프에서 4곡을 추가하여 발매하였다. 발매 후 빌보드 200 차트에서 6위로 데뷔하였고 2010년 주노 상에서 올해의 랩 음반 부문에서 수상하였다.
믹스테이프 성공으로 인하여, 드레이크의 여러 레이블의 영입 대상이 되었다. 이로 인해 언론에서는 "가장 큰 영입 전쟁 중 하나"라고 보도되었다. 그럼에도 불구하고, 예상대로 2009년 6월 29일 영 머니 엔터테인먼트와 음반 계약을 맺었다. 이는 아이튠즈를 통해 발매된 미공식 음반 The Girls Love Drake에 대해 드레이크와 영 머니가 법정 대응을 준비 중임이 알려지면서 확인되었다. .
2009년 7월, 뉴저지주 캠던에서 열린 《아메리카 모스트 원티드 투어》에서 "Best I Ever Had" 공연 중 무대에서 추락했다. 드레이크의 오른쪽 무릎의 전방 십자인대 파열이 확인되었고, 2009년 9월 8일, 수술했다.

### 2010-2011:Thank Me Later

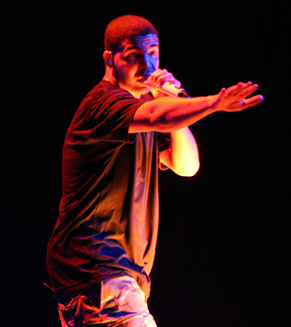
2010년 폭스 시어터에서 공연 중인 드레이크.

드레이크는 당초 2008년 말, 데뷔 음반 Thank Me Later를 발매할 계획이었다. 허나 2010년 3월 첫 주로 연기됐다가, 같은 해 5월 25일로 연기되었다. 이후 영 머니와 유니버설 모타운은 음반의 발매일을 3주 뒤인 6월 15일로 발매를 미룬다고 보도자료를 발표했다.
2010년 3월 9일, 드레이크는 음반 데뷔 싱글 "Over"를 발표, 랩 송 차트에서 1위를, 빌보드 핫 100에선 40위로 데뷔했다. 또한 53회 그래미상 베스트 랩 솔로 퍼포먼스 부문 후보에 올랐다. 두 번째 싱글 "Find Your Love"는 더 큰 성공을 거두어 핫 100 차트 5위에 오르며 미국 음반 산업 협회 (RIAA)로부터 플래티넘을 인증받았다. 뮤직비디오는 자메이카 킹스턴에서 촬영하였는데 자메이카 관광부 장관 에드먼드 바틀렛으로부터 비판을 받았다. 바틀렛은 비디오에 묘사된 섬의 모습에 대해 "우리의 창의적인 예술가들을 비롯, 비디오 내에서 우리의 휴양지 및 사람들의 모습을 보여주는데 신경 썼어야한다. 비단 자메이카뿐만 아닌 총 문화는 섬의 이미지에 도움이 되지 않는다"고 말했다. 세 번째와 네 번째 싱글 "Miss Me"와 "Fancy"는 각각 상업적인 성공을 거두고 특히 "Fancy"는 53회 그래미상 베스트 랩 퍼포먼스 듀오/그룹 부문에도 후보로 올라, 드레이크의 두번째 그래미상 후보 지명이 되었다. 4월 29일, 드레이크가 미주리주 캔자스 시티에서 공연 중 Thank Me Later가 완성되었다고 밝혔다고 보도되었다.
2010년 6월 15일, Thank Me Later 발매 후 첫 주에 447,000장 이상을 판매하며 빌보드 200 차트에 1위로 데뷔했다. 음반 발매 후, 뉴욕 시 사우스 스트릿 시포트에서 드레이크와 핸슨이 개최한 무료 콘서트엔 25,000명의 팬들이 모였다. 예상보다 인파가 많이 모여 경찰이 행사를 취소하자 소동이 일어나기도 했다. 이후 음반은 2010년 최다 판매 음반으로 기록되었으며, 릴 웨인, 카니예 웨스트, 제이 Z가 참여하였다.
이어 드레이크는 전쟁 과학 픽션 비디오 게임 《기어즈 오브 워 3》에 주연으로 참여한다고 알려졌다. 제이스 스타론의 일부를 연기하기로 되었으나 자신의 투어인 어웨이 프롬 홈 투어와 일정이 겹쳐 섭외를 고사했다. 이후 드레이크는 2010년 9월 20일 플로리다주 마이애미를 시작으로 4차에 걸쳐 78회 이상의 공연을 하여 2010년 11월, 라스베이거스에서 마쳤다. 어웨이 프롬 홈 투어를 성공적으로 마친 드레이크는 2010년 OVO 페스티벌을 개최했다. 토론토 몰슨 앰파이시어터에서 열린 후 매년 여름에 개최하게 되었다. 드레이크 또한 일리노이주 찰스턴의 이스턴 일리노이 대학교를 시작으로 음반 홍보 및 친환경 대학 투어를 하기도 했다. 5월 8일, 뉴햄프셔주 플리머스에서 마쳤다. 또한 《뱀부즐》 페스티벌에도 참여하였다.

### 2011-2012:Take Care
2010년 가을부터 두 번째 음반 작업에 들어간 드레이크는, 노아 "40" 셰빕에게 프로덕션 대부분을 맡기며 다음 음반은 셰빕 외에 다른 프로듀서가 참여한 Thank Me Later보다 더 짜임새 있는 음반이 될 것이라고 밝혔다. 2010년 11월, 드레이크는 다음 정규 음반의 제목이 Take Care가 될 것이라고 밝혔다. 데뷔 음반과 비교에 관해, 드레이크는 Y.C. 라디오 1에서 Thank Me Later는 성급한 음반이었다고 밝히며 "음반을 만드는 데 충분한 시간을 갖지 못했다. 로 많은 노래를 서둘렀고 맘대로 가사 수정조차 못했다. 한 번 끝내면, 그대로 끝났다. 그래서 다음 음반 이름을 Take Care로 지었고, 음반을 만드는 것에 집중하기 위해 지었다." 드레이크는 음반을 통해 낮은 템포의 감각적이며 Thank Me Later의 어두운 미학으로의 확장을 추구했다. 기본적으로 힙합 음반이면서도, 드레이크는 나른하면서도, 웅장한 소리를 결합한 R&B와 팝을 시도했다.

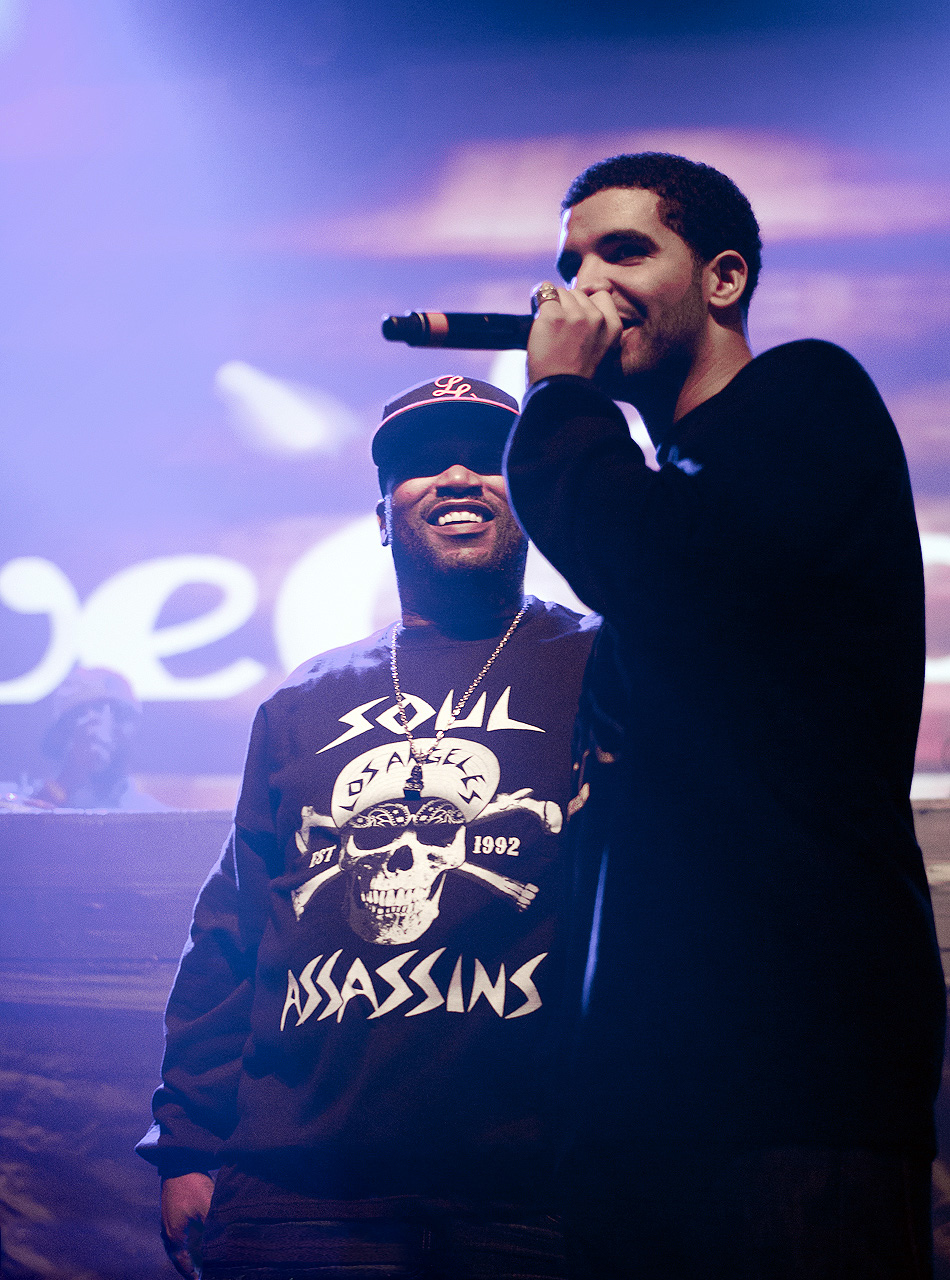
2011년, 번 B 옆에서 공연 중인 드레이크.

2011년 1월, 드레이크는 에바 그린과 수전 서랜던이 캐스팅 된 니콜라스 제렉키의 《시크릿》 출연 협상을 하였다. 궁극적으로 영화 출연보다 음반 작업에 집중하기로 했다. "이후 각각 5월 20일, 6월 9일에 "Dreams Money Can Buy"와 "Marvins Room"이 옥토버스 베리 온 블로그를 통해 공개되었다. 음반 Take Care의 프로모션 싱글로 발매된 두 곡 중 전자는 음반 최종 트랙리스트에 수록되지 않았으나 "Marvin's Room"은 RIAA로부터 골드 인증을 받았다. 뿐만 아니라 빌보드 핫 100 차트에 21위, 핫 R&B/힙합 차트 탑 10위에 기록되었으며 라디오를 통해 광범위하게 재생되었다. 6월 28일, 드레이크는 곡의 뮤직비디오를 공개했다.
8월 9일, Take Care의 리드 싱글로 "Headlines"가 발매되었다. 발매 후 긍정적인 비평과 좋은 반응을 얻었으며, 핫 100 차트에 13위로 데뷔했을 뿐만 아니라 핫 랩 송 차트 정상에 오른 10번째 싱글, 또한 드레이크를 싱글을 가장 많이 차트 정상에 올린 아티스트로 만들었다. 이어 결국에는 미국과 캐나다에서 플래티넘 인증을 받았다. 뮤10월 2일엔 뮤직 비디오가 공개되었고, 2012년 1월에 열린 59회 내셔널 하키 리그 올스타 게임 축하 공연을 예견했다. 10월 16일엔 두 번째 싱글 "Make Me Proud"가 발매되었다. 마지막 정규 음반 선공개곡으로서, 빌보드 핫 100 차트에서 97위로 데뷔했다. 발매 2주 차에 88계단이나 뛰어 오른 9위를 기록하며, 이는 빌보드 핫 100 차트에서 가장 큰 상승을 한 남성 아티스트 기록이 되었다. "Make Me Proud"는 RIAA로부터 연속 플래티넘 인증을 받은 4번째 싱글이 되었다.
드레이크 또한 릴 웨인과의 협업 음반을 작업키로 하였으나, 궁극적으로 Watch the Throne의 큰 성공으로 인하여 폐기되었다. 또한 릭 로스와 함께 합동 믹스테이프 Y.O.L.O.를 기획, 제작하기로 하였으나 각각 정규 음반에 몰두하기로 했다.
2011년 11월 15일, Take Care를 발매하였고, 음악 평론가들로부터 일반적으로 긍정적인 평가를 받았다. NME 지의 존 맥도넬은 "영향을 끼치는 걸작"이라며 "연약하면서도, 감미로운 사운드와 부끄럼없이 솔직하며, 감성적인 가사가 담겼다"고 덧붙였다. 피치포크 미디어의 라이언 덤벌은 드레이크의 "기술적인 능력"이 나아졌다며 "그의 주제가 부자가 되는 것처럼, 음악 역시 뒷받침해준다"고 덧붙였다. 빌리지 보이스의 앤디 허친슨은 "카니예 웨스트 못지 않을 정도로 강렬하게 자아를 탐구하는 혼란스러운 래퍼의 모순된 감정들이 담긴 정교한 작품"이라고 평했다. 시카고 트리뷴 기자 그렉 콧은 드레이크의 "정신적인 심리극" 심도를 극찬하며, "드레이크가 영향력 있는 대중적인 모습을 형성하고 있음을 확인했다"고 덧붙였다. 음반은 2016년 RIAA로부터 쿼트러플 플래티넘 인증을 받고 미국에서만 2백 6천만의 판매고를 기록했을 뿐만 아니라 55회 그래미상에서 베스트 랩 음반 부문에서 수상했다.
11월 29일과 2012년 2월 21일, 음반의 세 번째와 네 번째 싱글 "The Motto"와 "Take Care"가 각각 발매되었다. 각두 곡 모두 상업적인 성공을 거뒀는데, "The Motto"는 큰 사회적 영향을 끼치며, 미국에서 "YOLO"란 단어를 대중화시켰다. "Take Care"의 뮤직비디오는 널리 호평을 받았는데, MTV는 "동시대 누구도 - 감각적인 카니예 [웨스트]조차 시도하지 않았던 - 대부분 만들지 못할 비디오를 만들어냈다"고 덧붙였다. 이어 뮤직 비디오는 2012 MTV 비디오 뮤직 어워드에서 베스트 남성 아티스트 비디오, 베스트 아트 디렉션, 베스트 촬영 부문, 올해의 비디오 총 4가지 부문에 후보로 올랐다. 또한 곡은 2011년 MTV 채널이 선정한 "꼭 들어야할 팝 송"에 선정되기도 했다. 음반의 마지막 싱글로 "HYFR"가 발매되었고 골드 인증을 받았다. 그이어 2012년 MTV 비디오 뮤직 어워드에서 베스트 힙합 비디오 부문을 수상했다. 드레이크는 이어 2011년 MTV가 선정한 "베스트 래퍼" 2위에 올랐다.
드레이크는 두 번째 음반의 홍보를 위해 《클럽 파라다이스 세계 투어》를 시작하였다. 투어를 통해 4천 2백만 불을 벌어들임으로서 2012년 가장 성공한 투어로 기록되었다. 드레이크는 이어 《아이스 에이지 4: 대륙 이동설》에서 이단 역을 더빙하여 스타가 되었다.

### 2012-2015:Nothing Was the Same과 믹스테이프들
《클럽 파라다이스 유럽 투어》를 진행 중, 드레이크는 한 인터뷰를 통해 세 번째 정규 음반 작업에 들어갔다고 밝혔다. 전작에 이어 40가 이그제큐티브 프로듀서로 참여하며, 인터뷰 중 제이미 엑스엑스에 관해 애정을 드러내며 다음 음반에 영국 출신 프로듀서들을 대거 참여시키고 싶다고 밝혔다. 드레이크는 또한 다음 음반은 잔잔한 음악과 일반적으로 우울했던 가사를 벗어나 Take Care와 다를 것이라고 밝혔다.
2013년 1월, 55회 그래미상 폐막 무대에서 세 번째 음반의 첫 번째 싱글이 발매된다고 알렸다. 발매가 지연됐음에도 불구하고, 그래미상 베스트 랩 음반 부문에서 수상한 데 이어, 말한대로 Nothing Was the Same이 음반의 제목이 되었다. 2013년 8월, 음반의 두 번째 싱글 "Hold On, We're Going Home"이 발매되었다. 발매 후 음반에서 가장 성공한 싱글이 되었고, 빌보드 핫 R&B/힙합 차트에서 1위를 기록했다. 드레이크는 곡을 만들던 중, 드라마 《마이애미의 두 형사》에서 영감을 받아 프로그램의 극적 요소를 뮤직 비디오에 따와 2014년 MTV 비디오 뮤직 어워드에서 수상하였다. 이후 드레이크는 《레이트 나이트 위드 지미 팰런》에 출연, 샘파와 함께 음반의 세 번째 싱글 "Too Much"를 선보였다.
2013년 9월 24일, 세 번째 음반 Nothing Was the Same을 발표했다. 미국 빌보드 200 차트에서 1위로 데뷔함과 동시에 발매 첫 주에 65만 8천 장의 판매고를 기록했다. 이어 캐나다, 덴마크, 오스트레일리아, 영국 음반 차트에서도 1위로 데뷔했다. 음반은 또한 일반적으로 대중 음악 평론가들로부터 호평을 받으며, 음색과 주제 면에서 음악적 변모에 칭찬을 하면서, 뚜렷한 변화를 선보인 음반 808s & Heartbreak와 비교되었다. 음반은 또한 172만 장의 판매고를 기록한 것으로 알려졌고 2013년 말, 2014년 초까지 《우 쥬 라이크 어 투어?》를 진행하였다. 투어는 22번째로 가장 성공적인 투어로의 기록됐으며, 추정액 4천 6백만 달러를 벌어들였다. 2014년 1월, 드레이크는 연기로 복귀하여 《새터데이 나이트 라이브》에 호스트 및 음악 게스트로 출연하였다. 그의 다양성과 연기 능력 및 코미디 타이밍은 모든 비평가들로부터 칭찬을 받았는데, "힘들고 어두운 SNL 바다에서 모면했다"고 묘사했다. 드레이크는 또한 두바이에서 최초로 공연한 유일한 아티스트가 되었다. 2014년 말, 드레이크는 네 번째 정규 음반 작업을 시작했다고 밝혔다.
2015년 2월, 드레이크는 아이튠스를 통해 If You're Reading This It's Too Late를 깜짝 발매했다. 음반인지 또는 믹스테이프인지, 논란에도 불구하고, 캐시 머니 레코드와의 네 번째 상업 음반으로 기록되었다.If You're Reading This It's Too Late는 2015년에 백만장 이상을 판매고를 기록해, 드레이크의 통산 4번째, 2015년 첫 플래티넘을 기록한 아티스트가 되었다. 드레이크는 이어 퓨처와의 콜라보레이션 믹스테이프를 발매하였는데, 음반은 애틀랜타에서 일주일 만에 완성되었다.
What a Time to Be Alive는 빌보드 200 차트에서 1위로 데뷔하여 드레이크는 2004년 이래로 같은 해에 두 프로젝트를 발표하여 1위를 기록한 첫 힙합 아티스트가 되었다. 믹스테이프는 후에 판매고 및 스트리밍 수, 트랙 별 판매량이 총 백만 회가 넘어 미국 음반 산업 협회 (RIAA)로부터 플래티넘을 인증받았다. 드레이크는 또한 페이더 지의 100호 메인 커버 모델로 선정되기도 했다.

### 2016–현재:Views와More Life
드레이크는 2016년 1월, 네 번째 정규 음반이 오는 봄 중 발매될 것을 알리며, 프로모션 싱글 "Summer Sixteen"을 발매했다. 음반의 제목은 원래 Views from the 6였으나 간소화된 Views로 수정되었다. "Summer Sixteen"은 미국 빌보드 핫 100 차트에서 6위로 데뷔했으나 드레이크는 힙합에서 자신의 입지를 다른 아티스트와 비교하여 논란을 키웠다. 이로 인해, 많은 대중 음악 평론가들은 그의 자신과의 비교에 대해 "훌륭하게 했다" 혹은 "무례하다"고 의견이 갈렸다. 또한 토론토를 언급할 때 드레이크가 "The Six" 용어로 대중화시킨 데에 불만을 밝힌 토리 레인즈에 대한 디스 트랙으로 해석이 되기도 했다. 드레이크는 2월 20일, 뉴욕 시에서 열린 바르와 바트 미츠바에 무단으로 입장, 공연해 논란이 되었다.
드레이크 이어 4월 5일, 음반의 리드 싱글 "Pop Style"과 "One Dance"를 발표했다. 모두 빌보드 핫 100 40위 권 안에 데뷔하였으나, "One Dance"는 상업적으로 더 큰 성공을 거두었다. "One Dance"는 드레이크의 캐나다 차트 첫 1위 곡이 되었고, 미국 빌보드 핫 100에서도 역시 1위를 기록했다. 마찬가지로 영국을 비롯해, 독일, 프랑스, 호주, 브라질, 스웨덴, 벨기에, 노르웨이 및 네덜란드 차트에서도 1위를 기록했다. OVO 사운드 라디오 진행 중, 드레이크는 음반 발매일을 4월 29일로 발표하며, 여러 홍보 비디오와 트위터를 통해 확정지었다. 같은 해 10월 15일, "One Dance"가 스포티파이에서 가장 많이 스트리밍된 노래로 기록되었으며 2016년 10월까지 총 8억 8천 회 이상 재생되었다.

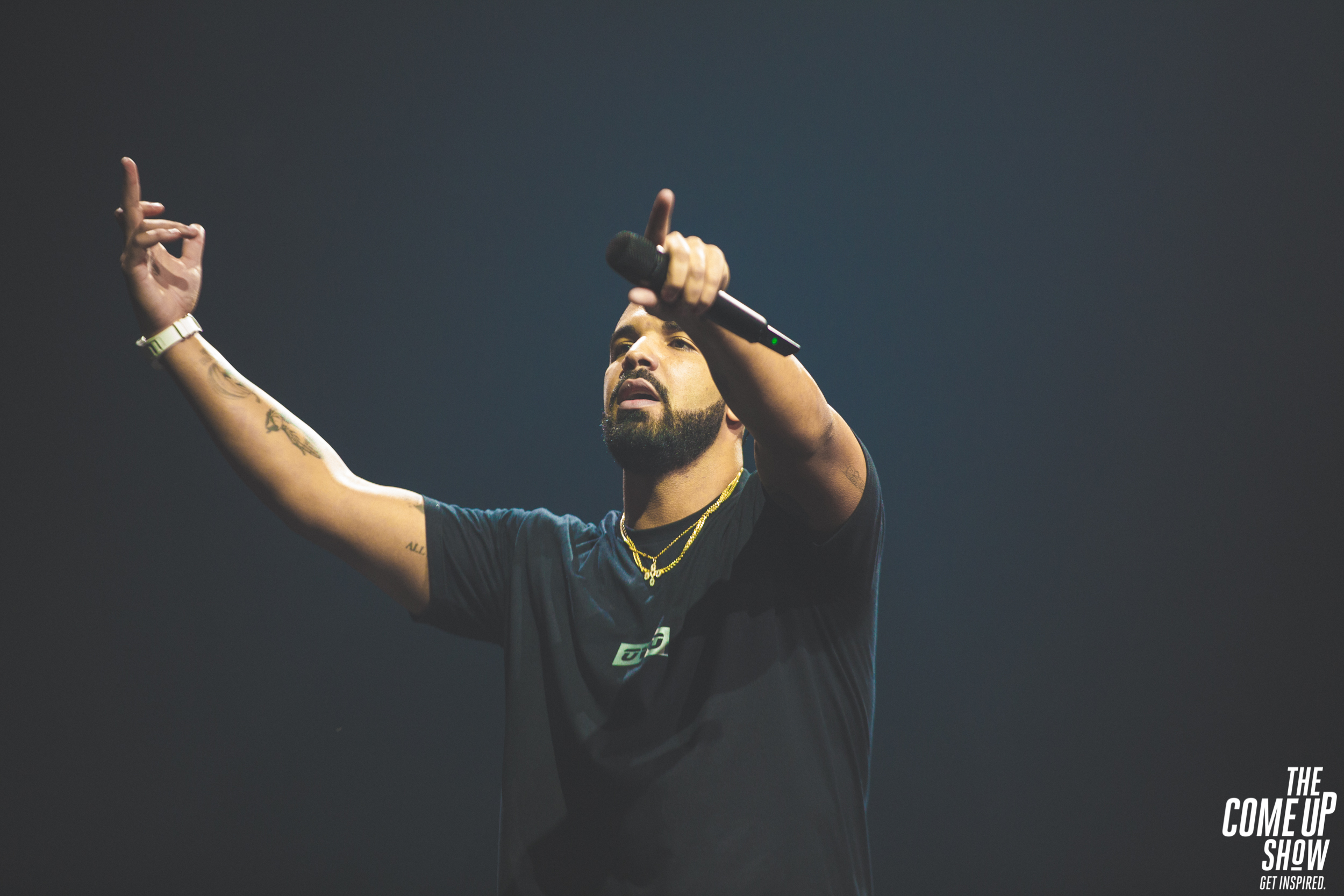
토론토에서 열린 《섬머 식스틴 투어》에서의 공연 중인 드레이크.

Views는 비츠 1에서 최초 공개되기 하루 전, 런던에서 음감회를 가졌다.  4월 29일, 애플 뮤직과 아이튠즈 독점으로 음반을 발매하였고 이후 일주일 뒤 다른 플랫폼에서도 발매되었다. Views는 드레이크의 가장 상업적으로 성공한 음반이 될 것으로 보이는데, 빌보드 200 차트 정상에서 10주 연속 1위를 뿐만 아니라, 빌보드 핫 100 차트 및 빌보드 200 차트에서 8주 간 차트 줄세우기를 기록했다. 또한 미국 내에서 더블 플래티넘 달성 및 발매 첫 주에 백만 이상의 음반 등가 단위를 기록했을 뿐만 아니라, 음반 전체 곡 스트리밍 50만 회 이상 달성했다. 음반의 성공에도 불구하고, 음반에 대한 평가는 더욱 엇갈렸는데, 음반의 너무 길거나 혹은 부족한 주제 연계성이 거론되며, 드레이크는 동 시대 아티스트와 달리 예술적인 도전을 않고 있다고 주장했다. 드레이크는 차후 단편 영화 Please Forgive Me로 발표할 계획이다.
5월 14일, 드레이크는 《새터데이 나이트 라이브》에 호스트 및 음악 게스트로 다시 출연하였다. 프로그램을 통해서 자신이 가장 부유한 힙합 아티스트를 선정하는 포브스 파이브에 올랐음을 암시했다. 드레이크는 버드맨, 제이 Z, 닥터 드레와 디디 다음인 5위에 선정되었다. 이어 드레이크와 퓨처는 자신들의 콜라보레이션 믹스 테이프 및 각자 정규 음반 홍보 차 《섬머 식스틴 투어》를 시작한다고 알렸다. 드레이크가 공동 헤드라이너로서 진행하는 세 번째 투어로서 7월 20일, 텍사스주 오스틴을 시작으로 뉴저지주 뉴어크에서 끝났다. 7월 23일, 드레이크는 2017년 초 발매 예정인 새로운 프로젝트를 작업 중임을 알렸다. 이어 2016 아이하트 뮤직 페스티벌에 헤드라이너로 참여하였다. 이후 드레이크가 발목 부상을 당해 《섬머 식스틴 투어》의 남은 일정을 연기하였다. 2016 OVO 페스티벌 중, 카니예 웨스트는  드레이크와 함께 새로운 콜라보레이션 음반을 작업할 것임을 밝혔다. 이어, "Child's Play"의 뮤직 비디오를  공개하면서, 뮤직 비디오를 통해 치즈케이크 팩토리에서 전 여자친구 타이라 뱅크스와의 있었던 싸움을 묘사했다. 9월 26일에는, 애플 뮤직 독점으로 단편 영화 Please Forgive Me가 공개되었다. Views의 음악이 실린 영상의 러닝 타임은 총 25분이다.
드레이크는  2016년 BET 힙합 어워드에서 총 10개 부문으로 가장 많은 부문에 오른 후보였는데, 시상식에서 베스트 힙합 비디오 부문과 올해의 음반 상을 수상했다. 드레이크는 10월부터 유럽에서 26일 간의 일정으로 《보이 미츠 월드 투어》를 진행한다고 발표했다. 투어 발표 이후 많은 요청에 의해 7일 더 추가되었다. 곧이어 OVO 사운드 라디오 중 드레이크는 오는 12월에 More Life를 공개한다고 밝혔으나, 이후 11월로 앞당겼다. 프로젝트에 대해 믹스 테이프 혹은 솔로 음반으로 규정되기보다 "오리지널 음악의 재생 목록"처럼 담길 것이라고 밝혔다. 드레이크는 이후 2016년 가장 많이 재생 된 아티스트에 선정되어 2년 연속으로 영예를 받았다. 서비스 되는 모든 음반의 누적 재생 수가 총 47억 회로서, 2015년 스트리밍 수치의 두 배 이상의 기록을 세웠다. 드레이크는 59회 그래미상에서 베스트 랩/송 퍼포먼스 부문과 베스트 랩 송 부문에서 수상하여 자신의 두, 세 번째 그래미상을 수상했다. 여러 일정에도 불구하고, 인스타그램을 통한 일련의 홍보 동영상을 통해 2017년 3월 18일, More Life가 발매된다고 알렸다. 발매 당시, More Life는 비평가들의 극찬을 받았고, 빌보드 200 차트에서 1위로 데뷔, 첫 주에 505,000장의 판매고를 기록했다. 이어 24시간 동안 역대 가장 많이 재생 된 음반 기록을 세우는데, 애플 뮤직에서만 약 9천만 회 재생되었다. 또한 스포티파이에서만 6천 백만 회 재생되어, 발매 하루 만에 에드 시런의 ÷를 누르고 1위로 데뷔했다.

## 논란
2012년, 가수 에리카 리는 "Marvin's Room"에 자신의 목소리를 무단 샘플링했다며 드레이크 상대로 고소했다. 리는 여성 보컬 부분이 자신이라며, 또한 작곡가 기재 및 로열티를 지급하지 않았다고 주장했다. 드레이크의 법무팀이 리가 이전에 음반의 라이너 노트에 크레딧을 요청했었다고 이의제기했음에도 불구하고, 2013년 2월, 문제가 해결되었고 각각 법원 합의에 동의했다. 2014년에는 재즈 음악가 지미 스미스가 자신의 1982년 작 "지미 스미스 랩"을 샘플링한 것에 대해 30만 달러 소송을 제기했다. 스미스의 재정 상황에 따라 고소는 이루어졌으며, 드레이크가 "Pound Cake / Paris Morton Music 2" 인트로에 샘플링할 때 허가를 구하지 않았다고 주장했다. 초기 소송에도 불구하고 해결됐는지 여부는 불분명하다.
드레이크와 크리스 브라운은 2012년 6월, 폭행 논란에 연루된 것으로 추정되었는데, 드레이크와 그의 측근들이 뉴욕 시 맨해튼의 소호 나이트 클럽에서 같은 자리에 있던 크리스 브라운을 향해 유리 병을 던진 것으로 알려졌다. 크리스 브라운은 사건에 대해 트윗하며 다음 주 드레이크 디스곡을 공개하겠다고 밝혔다. 드레이크의 대응이 없음에도 불구하고, 드레이크와 크리스 브라운은 2014년 ESPY 어워드의 코메디 영상에 등장하여, 함께 방송 전 리허설을 하는 등 논쟁을 불식시켰다. 드레이크는 또한 오클라호마 시티 클럽에서 마리화나 및 다른 불법 약물을 사용해 문을 닫게 만들기도 했다.
2014년 12월, 드레이크는 플로리다주 마이애미의 LIV 나이트클럽 인근에서 디디에게 맞는 사건이 벌어졌다. 보도에 따르면, 보이-원다가 디디를 위해 만든 "0 to 100 / The Catch Up"을 드레이크가 가로채 곡을 발표하여 일어난 것으로 알려졌다. 드레이크는 싸움 중 이전에 다친 팔 부상이 악화 돼, 응급실로 후송되었다. 드레이크는 또한 타이가와 불화가 있었는데, 바이브지와의 인터뷰 중 타이가에 대한 부정적인 의견을 언급 해 생겼다. 드레이크는 이후 "6 God"과 "6PM in New York"을 통해 대응했으며 이로 인해, 영 머니 엔터테인먼트와 타이가의 갑작스러운 계약 해지와 관련 있어보인다고 해석됐다.
2014년에는 래핀 4-테이라는 래퍼가 소송을 제기하면서, 드레이크가 YG와 작업한 곡인 "Who Do You Love?"에서 자신의 가사를 무단 도용했다고 주장했다. 그는 무단 사용 10만 달러를 청구했고, 그 해 말 드레이크는 돈을 지불했다. 2015년 7월, 더 큰 논란이 발생했는데, 믹 밀이 자신의 두 번째 정규 음반의 선공개 곡인 "R.I.C.O."에 드레이크가 참여할 당시 제작 과정에 대필 의혹을 제기하며 불거졌다. 이어 믹 밀이 자신이 대필자인 퀸튼 밀러를 발견했기 때문에 드레이크가 음반 홍보를 돕지 않았다고 주장했다. 밀러가 드레이크와 협업하고 과거에 크레딧에 기재됐음에도 불구하고, 믹 밀은 드레이크의 "R.I.C.O." 가사를 밀러가 대필했다고 확언했다. 이후, 펑크마스터 플렉스는 드레이크와 밀러가 협업한 몇 가지 트랙 ("R.I.C.O.", "10 Bands", "Know Yourself")을 방송에 틀며 믹 밀의 주장에 힘을 실어주었다. 이로 인해 드레이크는 대응곡으로 "Charged Up"과 "Back to Back"을 4일 간격으로 발표했다. 믹 밀은 이후 대응곡 "Wanna Know"를 사운드클라우드에 공개했으나 일주일 후 삭제했다. 상호 간의 디스에도 불구하고, 비프는 공식적으로 끝나지 않았다. 드레이크는 매디슨 스퀘어 가든에서 열린 《섬머 식스틴 투어》에서 펑크마스터 플렉스를 맹렬히 비난하기도 했다.
2016년에는 조 버든과의 비프가 생겼다. 조 버든이 Views에 관한 비하적인 언급을 하면서 촉발됐다. 드레이크는 공개곡 "4PM in Calabasas"에서 조 버든을 향한 것으로 보이는 묘한 디스를 담았고, 이어 조 버든은 5일 사이에 대응 곡을 공개했다. 드레이크는 이후 프렌치 몬태나와 함께한 "No Shopping"이란 곡에서, 조 버든의 가사를 직접 인용하기도 했으나 프렌치 몬태나에 따르면 드레이크의 가사는 조 버든의 디스 곡들이 공개되기 이전에 녹음된 것이라고 주장했다. 조 버든의 두 디스 곡이 공개됐음에도 드레이크는, 공식적으로 대응하지 않았다. 같은 해, 키드 커디가 트위터 통해 카니예, 드레이크를 비롯한 여느 아티스트들을 맹렬히 비난하자 드레이크는 "Two Birds, One Stone" 곡을 통해, 키드 커디의 정신 건강 및 약물 남용, 자살 충동을 조롱했다. 재활 중이던 커디가 곡에 대해 알게 된 후, 트위터를 통해 드레이크에 대해 비난을 이어갔다. 2017년에는 래퍼 XXX텐타시온은 마이애미 라디오 방송 103.5에 출연해 드레이크가 자신의 곡 "Look at Me!"의 플로우를 도용하여, More Life 수록곡 "KMT"에 사용했다며 비난하기도 했다.
드레이크는 또한 토리 레인즈, DMX, 루다 크리스, 켄드릭 라마, 제이 Z, 코먼 및 푸샤 T와 비프가 있는 것으로 알려졌다.

## 음반

### 스튜디오 앨범
- Thank Me Later (2010)
- Take Care (2011)
- Nothing Was the Same (2013)
- Views (2016)
- Scorpion (2018)
- Certified Lover Boy (2021)
- Honestly, Nevermind (2022)
- For All The Dogs (2023)

### EP 음반
- Scary Hours (2018)
- Scary Hours 2 (2021)
- Scary Hours 3 (2023)

### 믹스테이프
- So Far Gone (2009)
- If You're Reading This It's Too Late (2015)
- Care Package (2019)
- Dark Lane Demo Tapes (2020)

### 플레이리스트 음반
- More Life (2017)

### 합작음반
- What a Time to Be Alive (퓨처와의 합작음반) (2015)
- Her Loss (21세비지와의 합작음반)  (2022)

## 필모그래피

### 영화
| 년도 | 영화                             | 역할           | 참조      |
| ---- | -------------------------------- | -------------- | --------- |
| 2008 | 《찰리 바틀렛》                  | A/V 존스       |           |
| 2008 | 《무키의 법칙》                  | 쳇 월터스      | 단편 영화 |
| 2011 | 《브레이크어웨이》               | 본인           | 카메오    |
| 2012 | 《아이스 에이지 4: 대륙 이동설》 | 이단           | 성우      |
| 2013 | 《앵커맨 2: 전설은 계속된다》    | 론 팬 부르고뉴 | 카메오    |
| 2014 | 《씽크 라이크 어 맨 투》         | 본인           | 카메오    |

### TV 출연
| 년도        | 제목                               | 역할                      | 참조                               |
| ----------- | ---------------------------------- | ------------------------- | ---------------------------------- |
| 2001        | 《블루 머더》                      | 조이 타마린               | 에피소드:"Out-of-Towners: 1부"     |
| 2001-2007년 | 《데그라시: 더 넥스트 제너레이션》 | 지미 브룩스               | 145 에피소드                       |
| 2002        | 《소울 푸드》                      | 프레드릭                  | "꿈에서 악몽"                      |
| 2002        | 《컨빅션》                         | 청소년 물고기             | 텔레비전 영화                      |
| 2005        | 《베스트 프렌즈 데이트》           | 데이트 남                 | "시즌 피날레"                      |
| 2005        | 《인스턴트 스타》                  | 본인                      | 에피소드: "개성 위기"              |
| 2008        | 《더 보더》                        | PFC Gordon Harvey         | 에피소드: "Stop Loss"              |
| 2009        | 《에리카의 자아 찾기》             | 켄                        | 에피소드: "I Am What I Am"         |
| 2009        | 《소피》                           | 켄                        | 에피소드: "An Outring with Sophie" |
| 2009        | 《비욘드 더 브레이크》             | 본인                      | 에피소드: "One 'Elle' of a Party"  |
| 2011        | 《새터데이 나이트 라이브》         | 본인 (음악 게스트)        | "안나 패리스/드레이크"             |
| 2012        | 《펑크드》                         | 본인                      | 에피소드:"드레이크/킴 카다시안"    |
| 2014        | 《새터데이 나이트 라이브》         | 본인 (호스트/음악 게스트) | 에피소드:"드레이크"                |
| 2016        | 《새터데이 나이트 라이브》         | 본인 (호스트/음악 게스트) | 에피소드:"드레이크"                |

## 수상 및 후보 경력

### BET 힙합 어워드
- - 2009, Lyricist of the Year
  - 2009, Track of the Year: "Every Girl" (수상)
  - 2009, Rookie of the Year (수상)
  - 2009, MVP of the Year
  - 2009, Hustler of the Year

### MOBO 어워드
- - 2009, Best Hip-Hop Act
  - 2009, Best International Act

### MTV 비디오 뮤직 어워드
- - 2009, Best New Artist in a Video: "Best I Ever Had"

### 소울 트레인 어워드
- - 2009, Best New Artist (Nominated)
  - 2009, Record of the Year: "Best I Ever Had"
  - 2009, Best Collaboration: "Successful"

### 그래미 상
- - 2010, Best Rap Song: "Best I Ever Had"
  - 2010, Best Rap Solo Performance: "Best I Ever Had"

## 같이 보기
- 가장 많은 음반을 판 음악가 목록